# Juan López-Doriga Pérez
Juan López-Doriga Pérez (Zaragoza, 6 de febrero de 1959) es un diplomático español.

## Trayectoria
Nació en Zaragoza en 1959. Tras licenciarse en Derecho, ingresó en la carrera diplomática (1986). 
Ha estado destinado en el Consulado General de España en París y en la representación diplomática en Costa Rica. Fue Embajador de España en la República de Guatemala (2004-2008) y en Belice (2005-2008).
En el Ministerio de Asuntos Exteriores y de Cooperación fue Director-Jefe de la Sección del Caribe en la Dirección General de Política Exterior para Iberoamérica, Subdirector General Adjunto de Personal y Jefe Adjunto en el Gabinete Técnico de la Subsecretaría. 
Fue asesor en el Gabinete del Secretario de Estado para la Cooperación Internacional y para Iberoamérica; y director general de Cooperación con Iberoamérica (mayo de 2001- junio de 2008); director general de Planificación y Evaluación de Políticas para el Desarrollo (junio 2008-enero 2012).
Fue Director de la Agencia Española de Cooperación Internacional (AECID) hasta ser sustituido por Luis Tejada (2012-2016); Embajador de España en Túnez (2014-2018); y Embajador de España en México (2018-2022).